# Akira Sakata

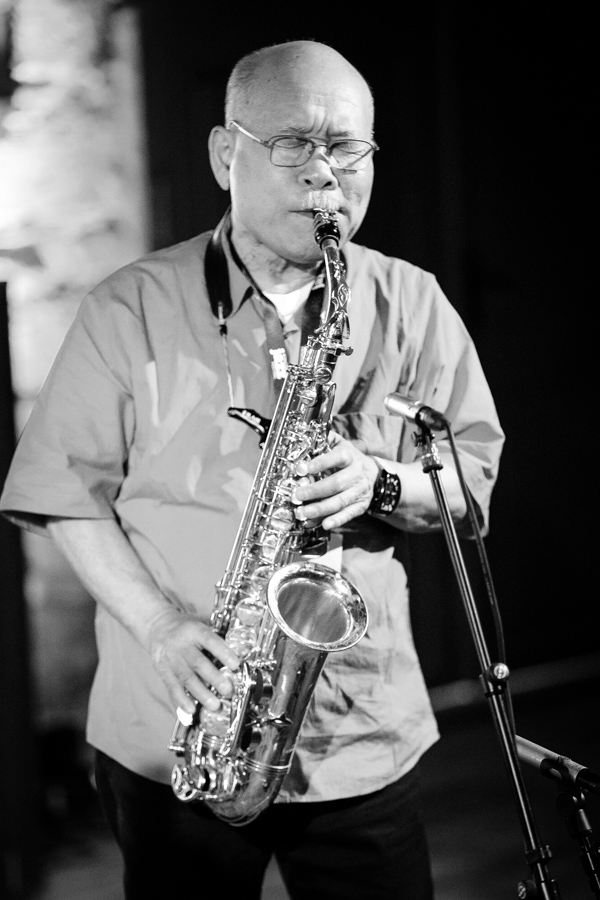
Akira Sakata (2018)

Akira Sakata (Japans: 坂田 明, Sakata Akira) (Kure, 21 februari 1945) is een Japanse altsaxofonist en basklarinettist in de freejazz.
Opgeleid als zeebioloog, koos Sakata toch voor de muziek. In de periode 1972–1979 was hij lid van het trio van Yamashita Yosuke, daarna had hij verschillende eigen trio's en groepen, zoals Wha-ha-ha en Sakata Orchestra (later Sakata Akira & his Da-Da-Da Orchestra). In 1986 trad hij op met Last Exit van Bill Laswell, die verschillende albums van Sakata's produceerde, waaronder 'Mooko', het eerste album van Sakata's trio Mooko, met daarin naast Laswell ook Ronald Shannon Jackson. Hij toerde met zijn Flying Mijinko Band in Oezbekistan, Mongolië en China. Hij werkt tegenwoordig met verschillende groepen, zoals het trio Sakata Akira mii. Verder speelde hij onder meer samen met volkszanger Hitoshi Komuro en wadaiko-drummer Eitetsu Hayashi. Ook componeerde hij onder meer voor een filmdocumentaire en acteerde in enkele films. Hij heeft tevens een eigen platenlabel Daphnia.

## Discografie (selectie)
- Dance, 1981
- Mooko, 1988
- Japan Concerts (Mooko), 1988
- 20 Jinkaku, 2005
- Hyakuhachi Bonnou, 2006
- Friendly Pants, 2009
- And That's the Story of Jazz, 2011